# SN 2006gv
SN 2006gv – supernowa typu Ia odkryta 11 września 2006 roku w galaktyce A014836+0019. W momencie odkrycia miała maksymalną jasność 21,00m.